# Fritz Pierre
Fritz Pierre (ur. 2 kwietnia 1949) – haitański lekkoatleta specjalizujący się w biegach sprinterskich, olimpijczyk.
Reprezentował Haiti w konkursie biegu na 800 metrów na Letnich Igrzyskach Olimpijskich 1972, które odbyły się w Monachium. W rundzie eliminacyjnej biegł na torze szóstym, ukończył konkurencję w czasie 2:01,5 i zajął 7. miejsce. Nie dotarł do dalszych etapów rozgrywek.